# Bone Machine
Az 1992-es Bone Machine Tom Waits nagylemeze. Megnyerte a legjobb alternatív zenei albumnak járó Grammy-díjat. A lemezen olyan előadók szerepelnek, mint David Hidalgo, Les Claypool és Keith Richards. Az albumot gyakran sötét témái (halál, gyilkosság) és durva blues-rock hangzása kapcsán emlegetik. Szerepel az 1001 lemez, amit hallanod kell, mielőtt meghalsz című könyvben.

## Az album dalai
|     | Cím                                  | Szerző(k)               | Hossz |
| --- | ------------------------------------ | ----------------------- | ----- |
| 1.  | Earth Died Screaming                 | Tom Waits               | 3:39  |
| 2.  | Dirt in the Ground                   | Waits, Kathleen Brennan | 4:08  |
| 3.  | Such a Scream                        | Waits                   | 2:07  |
| 4.  | All Stripped Down                    | Waits                   | 3:04  |
| 5.  | Who Are You                          | Waits, Brennan          | 3:58  |
| 6.  | The Ocean Doesn't Want Me            | Waits                   | 1:51  |
| 7.  | Jesus Gonna Be Here                  | Waits                   | 3:21  |
| 8.  | A Little Rain                        | Waits, Brennan          | 2:58  |
| 9.  | In the Colosseum                     | Waits, Brennan          | 4:50  |
| 10. | Goin' Out West                       | Waits, Brennan          | 3:19  |
| 11. | Murder in the Red Barn               | Waits, Brennan          | 4:29  |
| 12. | Black Wings                          | Waits, Brennan          | 4:37  |
| 13. | Whistle Down the Wind                | Waits                   | 4:36  |
| 14. | I Don't Wanna Grow Up                | Waits, Brennan          | 2:31  |
| 15. | Let Me Get Up on It (instrumentális) | Waits                   | 0:55  |
| 16. | That Feel                            | Waits, Keith Richards   | 3:11  |

## Közreműködők
- Tom Waits – ének (minden dal), chamberlin (1, 6, 9), ütőhangszerek (1, 3, 4, 5, 6, 15), gitár (1, 3, 5, 12, 14, 16), ütők (1), zongora (2, 13), nagybőgő (7), conundrum (9), dob (10, 11, 12, 16), akusztikus gitár (14)
- Brain – dob(3, 9)
- Kathleen Brennan – ütők (1)
- Ralph Carney – altszaxofon (2, 3), tenorszaxofon (2, 3), basszusklarinét (2)
- Les Claypool – elektromos basszusgitár (1)
- Joe Gore – gitár (4, 10, 12)
- David Hidalgo – hegedű (13), harmonika (13)
- Joe Marquez – ütők (1), bendzsó (11)
- David Phillips – pedal steel gitár (8, 13), steel gitár (16)
- Keith Richards – gitár (16), ének (16)
- Larry Taylor – nagybőgő (1, 2, 4, 5, 8, 9, 10, 11, 12, 14, 16), gitár (7)
- Waddy Wachtel – gitár (16)

## Fordítás
Ez a szócikk részben vagy egészben a Bone Machine című angol Wikipédia-szócikk ezen változatának fordításán alapul.  Az eredeti cikk szerkesztőit annak laptörténete sorolja fel. Ez a jelzés csupán a megfogalmazás eredetét és a szerzői jogokat jelzi, nem szolgál a cikkben szereplő információk forrásmegjelöléseként.